# فيل فلانغن
فيل فلانغن (بالإنجليزية: Phil Flanagan)‏ هو سياسي بريطاني، ولد في 16 يوليو 1984 في المملكة المتحدة. حزبياً، نشط في شين فين. في انتخابات الجمعية التشريعية لأيرلندا الشمالية، 2011 ‏، انتخب عضو الجمعية التشريعية الرابعة لأيرلندا الشمالية ‏ عن دائرة فيرماناغ وتيرون الجنوبية ‏ وقد انضم خلال فترته النيابية ‏ (6 مايو 2011 – 24 مارس 2016) للكتلة البرلمانية شين فين.